# Atherigona reversura
Atherigona reversura är en tvåvingeart som beskrevs av Villeneuve 1936. Atherigona reversura ingår i släktet Atherigona och familjen husflugor. Inga underarter finns listade i Catalogue of Life.